# Bjarne Bisgaard
Bjarne Bisgaard (født 1951) er en tidligere basketballspilller som spillede hele sin karriere i Stevnsgade. Bjarne Bisgaard fik debut i 1968 og spillede indtil 1981. Han var en af klubbens bærende profiler og vandt klubbens to første mesterskaber i hhv. 1979-1980 og 1980-1981. Han spillede desuden med holdet de to år holdet var i Euroleague og bl.a. mødte Real Madrid.
Bjarne Bisgaard havde længe klubrekorden for flest spillede 1. holdskampe (i alt 285) for Stevnsgade, indtil den blev overtaget af Waseem Ahmad i sæsonen 2001-2002. Bjarne Bisgaard scorede i alt 4.060 point (14,2 ppg) i sine 13 sæsoner for klubben og han var desuden anfører de sidste 9 sæsoner.